# Glossodoris hikuerensis
Glossodoris hikuerensis is een slakkensoort uit de familie van de Chromodorididae. De wetenschappelijke naam van de soort is voor het eerst geldig gepubliceerd in 1954 door Pruvot-Fol.